# Lake Kathryn
Lake Kathryn – jednostka osadnicza w Stanach Zjednoczonych, w stanie Floryda, w hrabstwie Lake.